# كين ايزي
كين ايزي (بالإنجليزية: Kene Eze)‏ هو لاعب كرة قدم أمريكي في مركز الهجوم، ولد في 21 يناير 1992 في سايرفيل في الولايات المتحدة. لعب مع بيتسبورغ ريفرهوندز.